# رودولف ويفر
رودولف ويفر (بالإنجليزية: Rudolph Weaver)‏ هو مهندس معماري أمريكي، ولد في 17 أبريل 1880 في جونستاون في الولايات المتحدة، وتوفي في 10 نوفمبر 1944 في غينزفيل في الولايات المتحدة.